# Angelo Bertuolo
Angelo Bertuolo (Castelguglielmo, 25 agosto 1935) è un ex calciatore italiano, di ruolo difensore.

## Carriera
Dopo aver giocato nelle giovanili del Bolzano inizia la carriera con il Trento, con cui gioca dal 1954 al 1957 in IV Serie e nella stagione 1957-1958 nel Campionato Interregionale (torneo nato al posto della IV Serie), per un totale di 116 presenze in incontri di campionato con la maglia del club del capoluogo trentino. Successivamente si trasferisce al Barletta, con la cui maglia tra il 1958 ed il 1960 gioca complessive 85 partite in Serie C.
Nel calciomercato invernale del 1960 si trasferisce al Foggia, club neopromosso in Serie B: con i rossoneri è protagonista di numerosi cambi di categoria, dal momento che prima retrocede in Serie C nella stagione 1960-1961, poi l'anno seguente vince il campionato di terza divisione ed al termine della Serie B 1963-1964 conquista una promozione in Serie A (la prima nella storia del club), categoria in cui rimane in rosa per un biennio giocando però solamente 3 partite, alle quali aggiunge anche un totale di 61 presenze in Serie B e di 9 presenze in Serie C con la maglia rossonera. Al termine della stagione 1966-1967 scende in Serie D al Bolzano, con cui vince il campionato per poi giocare in Serie C nella stagione 1967-1968 e nuovamente in Serie D nella stagione 1968-1969, terminata la quale si ritira.

## Palmarès

### Club

#### Competizioni nazionali
- Serie C: 1

Foggia: 1961-1962
- Serie D: 1

Bolzano: 1966-1967